# 島屋 (射水市の企業)
島屋株式会社（しまや）は、富山県射水市に本社を置く、日本のホームセンターとスーパーセンター運営企業。ホームセンターにスーパーマーケットを併設した大型スーパーセンター型店舗である「スーパーセンターシマヤ」および「ジョイフルシマヤ」を主力店舗とする。

## 会社概要
出典→
- 設立 - 1982年3月
- 業種 - 卸売業、小売業
- 資本金 - 10,000,000円
- 本社所在地 - 富山県射水市三ケ2442
- 従業員数（連結） - 440名
- 代表者 - 水口栄市（代表取締役）

## 店舗
出典→
- スーパーセンターシマヤ立山店（富山県中新川郡立山町）
- スーパーセンターシマヤ砺波店（富山県砺波市）
- スーパーセンターラクール飛騨高山店（岐阜県高山市）
- ジョイフルシマヤ豊田店（富山県富山市）
- ジョイフルシマヤ小杉店（富山県射水市）